# Пичуйка
Пичуйка — река в России, протекает в Соликамском и Красновишерском районах Пермского края. Устье реки находится в 7,8 км по правому берегу реки Большая Мысья. Длина реки составляет 11 км.
Исток реки в болотах южнее холма Пичуйка (144 НУМ) в 12 км к северо-западу от посёлка Сим. Исток лежит в Соликамском районе, вскоре после него река перетекает в Красновишерский. Река течёт на север, всё течение проходит по ненаселённому, местами заболоченному лесному массиву. Впадает в Большую Мысью в урочище Азанка.

## Данные водного реестра
По данным государственного водного реестра России относится к Камскому бассейновому округу, водохозяйственный участок реки — Кама от водомерного поста у села Бондюг до города Березники, речной подбассейн реки — бассейны притоков Камы до впадения Белой. Речной бассейн реки — Кама.
По данным геоинформационной системы водохозяйственного районирования территории РФ, подготовленной Федеральным агентством водных ресурсов:
- Код водного объекта в государственном водном реестре — 10010100212111100005478
- Код по гидрологической изученности (ГИ) — 111100547
- Код бассейна — 10.01.01.002
- Номер тома по ГИ — 11
- Выпуск по ГИ — 1